# Debutanten
Debutanten er en dansk kortfilm fra 2002, der er instrueret af Christian Tafdrup efter manuskript af ham selv og Rune David Grue.

## Handling
Denne artikel mangler et handlingsreferat. Hjælp os med at skrive det.

## Medvirkende
- David Bateson - Bill
- Beate Bille - Skuespiller
- Joen Bille - Polonius
- Ole Ernst - Claudius
- Helle Fagralid - Ophelia
- Inger Houmann - Hofperson
- Paul Hüttel - Hofperson
- Allan Helge Jensen - Bonde
- Simon Jul Jørgensen - Tekniker
- Hanne Jørna - Hofperson
- Søren Kjems - Tekniker
- Thure Lindhardt - Laertes
- Rikke Lylloff - Bonde
- Troels Malling Thaarup - Sufflør
- Roger Matthisen - Skuespiller
- Birthe Neumann - Gertrud
- Jesper Bull Petersen - Bonde
- Malene Ruggård - Kostumier
- Poul-Erik Sklander - Tekniker
- Jonatan Spang - Bonde
- Christian Tafdrup - Hamlet
- Sophus Kirkeby Windeløv - Tekniker
- Tammi Øst - Hofperson